# Jona Xiao
Qiaona Xiao (Changsha, 18 de maio de 1989), mais conhecida como Jona Xiao, é uma atriz chinesa, mais conhecida por suas participações nas séries Halt and Catch Fire e Being Mary Jane, e no filme Um Laço de Amor.

## Início da vida
Jona Xiao nasceu em Changsha, na China, em 18 de maio de 1989, mas cresceu em St. Louis, Missouri, nos Estados Unidos, onde começou a atuar no ensino médio. Posteriormente, ela começou a ser chamada de chink e yellow (insultos étnicos da língua inglesa, geralmente referindo-se a uma pessoa de etnia chinesa) e decidiu ser uma atriz para quebrar os estereótipos e o preconceito. Xiao fundou a Career ACTivate, especializada em ajudar novos atores e atrizes a se lançarem e progredirem em suas carreiras e a vencerem seus medos e preconceitos.
Seu nome de nascimento era Qiaona Xiao, mas por causa da dificuldade em pronunciar o primeiro nome, optou por um nome mais fonético, "Jona".
No ensino médio, ela era uma jogadora de lacrosse na Academia All-American e All-State.
Ela pode pegar alguém de até 136 quilogramas.

## Carreira
Jona Xiao inciou sua vida como atriz em 2005, mas somente em 2007 estreou no cinema com o filme Alice Upside Down, no papel de Loretta. Posteriormente, participou de várias séries de televisão e realizou vários filmes.
Xiao foi escalada para o filme Spider-Man: Homecoming em um papel em que ela nega que foi inicialmente escrito para uma atriz asiática. Marisa Tomei, que interpreta a tia May no filme, fez questão de que Xiao fosse escalada. No final, seu papel acabou sendo cortado no filme.
Atualmente, Xiao é mais conhecida por suas participações nas séries Halt and Catch Fire e Being Mary Jane, onde participou de 4 e 6 episódios, respectivamente.
Participou também de diversos filmes, mas no filme em que mais se destacou foi em Um Laço de Amor onde fez o papel de uma personagem de fundo, chamada Lijuan, no cenário universitário, que critica a equação dos professores como um prenúncio.

## Filmografia

### Televisão
| Ano  | Título                         | Papel                      | Notas       |
| ---- | ------------------------------ | -------------------------- | ----------- |
| 2009 | The Forgotten                  | Estudante do sexo feminino |             |
| 2012 | FemVamp.Com                    | Jin                        |             |
| 2012 | Victorious                     | Nina                       |             |
| 2012 | Crackhorse Presents            | Rebecca                    |             |
| 2012 | Paul Goetz's Last Ditch Effort | Lori                       |             |
| 2013 | Kroll Show                     |                            | 2 episódios |
| 2013 | Bones                          | Miriam Young               |             |
| 2013 | The Young and the Restless     | Angie                      |             |
| 2013 | Trophy Wife                    | Graduate 3                 |             |
| 2014 | Horror Show                    | Various                    |             |
| 2014 | Days of Our Lives              | Joelle                     |             |
| 2014 | Saving Face                    | Soo Jin Park               |             |
| 2014 | Rizzoli & Isles                | Young Mother               |             |
| 2016 | Halt and Catch Fire            | Julie Yang                 | 4 episódios |
| 2017 | Being Mary Jane                | Natalie Wu                 | 6 episódios |

### Filmes
| Ano  | Título                      | Papel        | Notas                                            |
| ---- | --------------------------- | ------------ | ------------------------------------------------ |
| 2007 | Alice Upside Down           | Loretta      |                                                  |
| 2010 | The Mandarin Orange Boy     | Lian         |                                                  |
| 2015 | Tag                         | Arden        |                                                  |
| 2016 | Keeping Up with the Joneses | Stacey Chung |                                                  |
| 2017 | Gifted                      | Lijuan       |                                                  |
| 2017 | Mercy                       | Kathy        | Curta-metragem                                   |
| 2018 | Flavors of Youth            | Lulu         | Atriz de voz inglesa para a versão internacional |